# アルマ・レヴィル
アルマ・レヴィル（Alma Reville, 1899年8月14日 - 1982年7月6日）は、イングランド出身の助監督、脚本家、編集技師、スクリプターである。夫はイギリス出身の映画監督、映画プロデューサー、脚本家であるアルフレッド・ヒッチコック。

## 生い立ちと私生活
イングランドのノッティンガムシャーで生まれる。
1920年代にパラマウントのスタジオでアルフレッド・ヒッチコックと出会い、1926年に結婚する。両者は結婚前にローマ・カトリックに改宗した。
長年連れ添った夫が亡くなった2年後に亡くなった。

## 主なフィルモグラフィ
脚本
- リング The Ring (1927)
- The Constant Nymph (1928)
- The First Born (1928)
- A South Sea Bubble (1928)
- A Romance of Seville (1929)
- After the Verdict (1929)
- ジュノーと孔雀 Juno and the Paycock (1929)
- 殺人! Murder! (1930)
- スキン・ゲーム The Skin Game (1931)
- Mary (1931)
- The Outsider (1931)
- Sally in Our Alley (1931)
- リッチ・アンド・ストレンジ Rich and Strange (1931)
- Nine Till Six (1931)
- The Water Gipsies (1932)
- 第十七番 Number Seventeen (1932)
- Waltzes from Vienna (1934)
- Forbidden Territory (1934)
- The Passing of the Third Floor Back (1935)
- 間諜最後の日（1936）
- サボタージュ (1936)
- 第3逃亡者 (1937)
- 巌窟の野獣 Jamaica Inn (1939)
- 断崖 Suspicion (1939)
- 疑惑の影 Shadow of a Doubt (1943)
- 舞台恐怖症 Stage Fright (1950)